# Terany
Terany (deutsch Terin, ungarisch Terény) ist eine Gemeinde in der Mitte der Slowakei mit 588 Einwohnern (Stand 31. Dezember 2024), die im Okres Krupina, einem Kreis des Banskobystrický kraj, liegt.

## Geographie

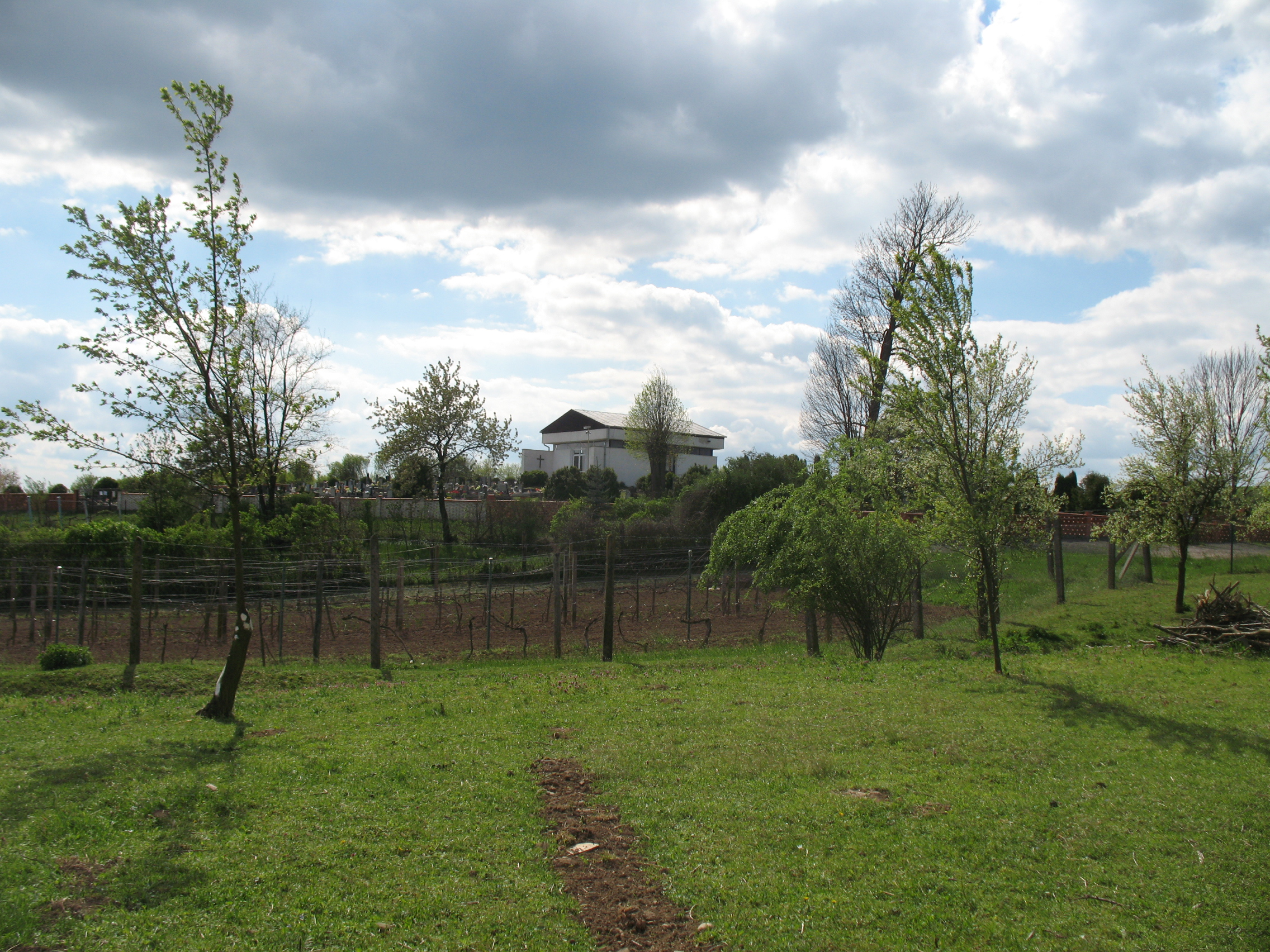
Terany

Die Gemeinde befindet sich im Hügelland Ipeľská pahorkatina, einem Teil des slowakischen Donautieflands, beiderseits der Štiavnica. Weiter östlich gelangt man in die Krupinská planina, während sich gegen Norden die Vorberge der Schemnitzer Berge erheben. Das Ortszentrum liegt auf einer Höhe von 152 m n.m. und ist 16 Kilometer von Šahy sowie 26 Kilometer von Krupina entfernt.
Nachbargemeinden sind Hontianske Tesáre im Norden, Dudince im Osten und Süden sowie Hontianske Moravce im Westen.

## Geschichte

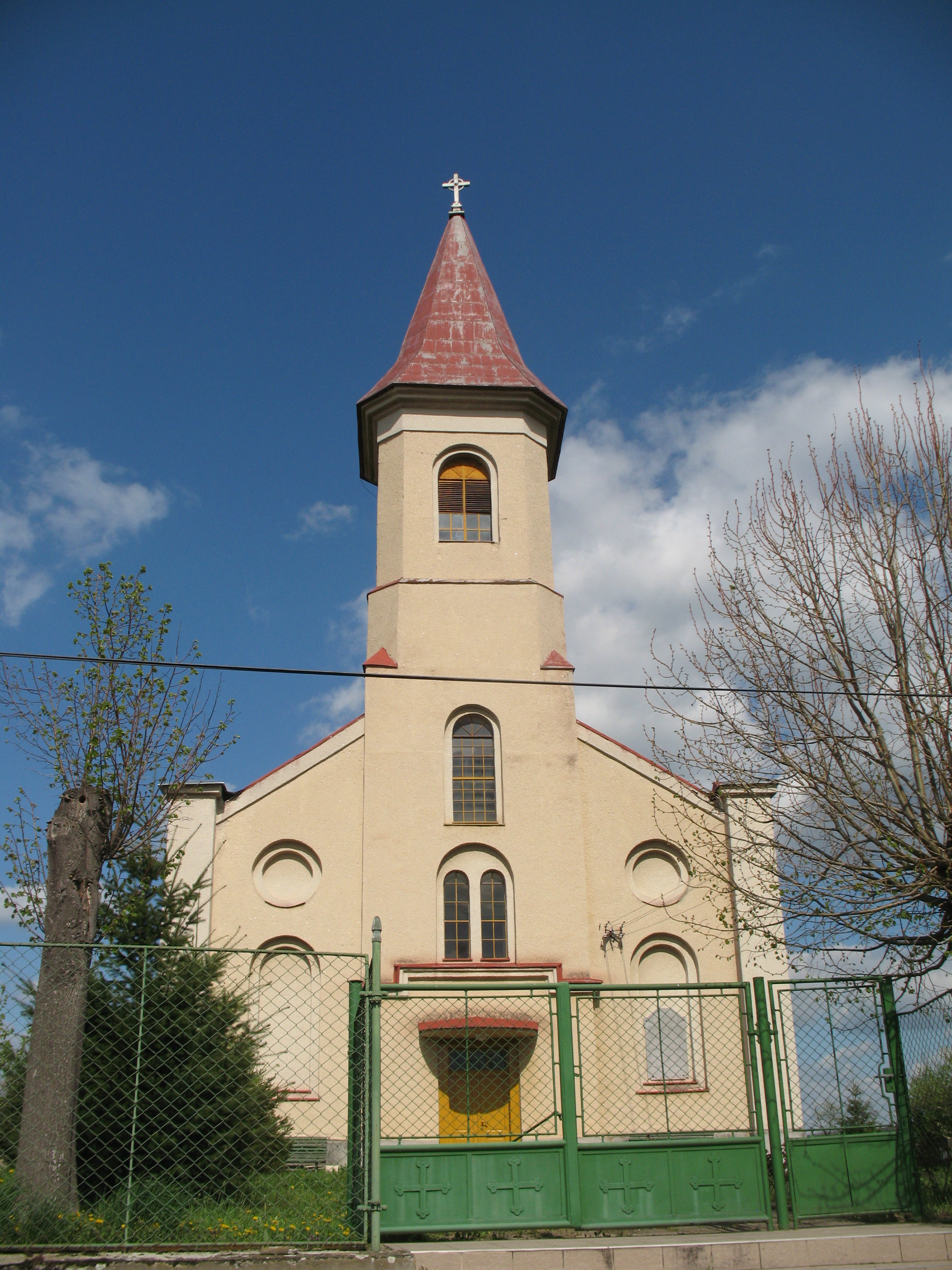
Evangelische Kirche

Die heutige Gemeinde entstand 1944 durch Zusammenschluss von Dolné Terany (deutsch Unterterin, ungarisch Alsóterény) und Horné Terany (deutsch Oberterin, ungarisch Felsőterény).
Horné Terany wurde zum ersten Mal 1298 als Teryan, Dolné Terany erst 1387 als Kysteryen schriftlich erwähnt. Die umliegenden Landstücke gehörten dem im Mittelalter mächtigen Geschlecht Hunt, nach der Fragmentierung der Besitzverhältnisse kam das Dorf zum Herrschaftsgebiet des Klosters in Bzovík. Nach dem Einrücken von Osmanen nach der Schlacht von Mohács war das Gebiet bis zum Ende des 16. Jahrhunderts Teil des Sandschaks Novigrad. 1828 zählte man in Horné Terany 39 Häuser und 285 Einwohner, in Dolné Terany 29 Häuser und 299 Einwohner. Haupteinnahmequellen waren Landwirtschaft und Weinbau.
Bis 1918 gehörten die im Komitat Hont liegenden Orte zum Königreich Ungarn und kamen danach zur Tschechoslowakei beziehungsweise heute Slowakei.

## Bevölkerung
| Jahr                | 1994 | 2004    | 2014     | 2024    |
| ------------------- | ---- | ------- | -------- | ------- |
| Anzahl der Personen | 713  | 727     | 639      | 588     |
| Unterschied         |      | +1,96 % | −12,10 % | −7,98 % |

| Jahr                | 2023 | 2024 |
| ------------------- | ---- | ---- |
| Anzahl der Personen | 588  | 588  |
| Unterschied         |      | +0 % |

Nach der Volkszählung 2011 wohnten in Terany 680 Einwohner, davon 597 Slowaken, 33 Roma, vier Magyaren und ein Tscheche. 45 Einwohner machten keine Angabe zur Ethnie.
335 Einwohner bekannten sich zur römisch-katholischen Kirche, 234 Einwohner zur Evangelischen Kirche A. B. sowie jeweils ein Einwohner zu den Mormonen und zur Pfingstbewegung. 57 Einwohner waren konfessionslos und bei 52 Einwohnern wurde die Konfession nicht ermittelt.

## Bauwerke und Denkmäler
- evangelische Kirche aus den Jahren 1810–11

## Verkehr
Durch Terany passiert die Straße 1. Ordnung 66 (E 77) zwischen Šahy an der ungarischen Grenze und Zvolen. Die Gemeinde besitzt eine Haltestelle an der Bahnstrecke Zvolen–Čata, an der allerdings seit 2003 nur noch Frachtverkehr stattfindet.

## Söhne und Töchter der Gemeinde
- Ladislav Ballek (1941–2014), slowakischer Schriftsteller und Politiker